# ددلي درسلي
ددلي درسلي ( بالإنجليزية: Dudley Dursley ) هو ابن فيرنون و بتونيا درسلي و أحد الشخصيات الخيالية المذكورة في سلسلة روايات هاري بوتر للكاتبة البريطانية ج. ك. رولنغ.